# 6544 Стівендік
6544 Стівендік (6544 Stevendick) — астероїд головного поясу, відкритий 29 вересня 1986 року.
Тіссеранів параметр щодо Юпітера — 3,327.